# Giordano Aldrighetti
Giordano „Nando“ Aldrighetti (* 14. November 1905 in Mailand; † 12. August 1939 in Pescara) war ein italienischer Motorrad- und Automobilrennfahrer.

## Karriere
Giordano genannt „Nando“ Aldrighetti war ein vielseitiger Sportler. Er spielte Fußball, Eishockey und war Rennfahrer. Sein erstes Motorradrennen bestritt er im Alter von 24 Jahren, 1930 errang er den italienischen Meistertitel in der Seconda Serie.
Im Jahr 1931 gewann Aldrighetti fünf nationale Rennen auf einer 250-cm³-Ariel. Für die folgende Saison wurde er für die neu geschaffene Motorrad-Abteilung der Scuderia Ferrari verpflichtet, die Enzo Ferrari von 1932 bis 1934 mit Bianchi-, Norton und Rudge-Maschinen betrieb. Giordano Aldrighetti wurde zusammen mit seinem Freund Aldo Pigorini erfolgreichster Fahrer des Rennstalls und fuhr in den drei Jahren 19 Siege ein. 1932 wurde er obendrein bei der 14. Internationalen Sechstagefahrt in Meran mit dem italienischen Team und seinen Mitstreitern Aldo Pigorini und Silvio Vailati Zweiter in der Silbervase-Wertung.
1933 gewann Aldrighetti auf Rudge die Italienische Straßenmeisterschaft in der 500-cm³-Klasse und setzte sich dabei gegen Größen wie Omobono Tenni, Terzo Bandini und Amilcare Moretti durch. Außerdem wurde er zusammen mit Aldo Pigorini und Terzo Bandini auf Bianchi Dritter in der Trophy-Wertung der 15. Internationalen Sechstagefahrt in Llandrindod Wells (Wales). Als die Scuderia Ferrari – Reparto Motociclistico am Ende der Saison 1934 geschlossen wurde, behielt Aldrighetti das Symbol des Rennstalls, das cavallino rampante auf seinem Helm.
1934 nahm Aldrighetti auf einem Alfa Romeo 8C 2300 Monza der Scuderia Ferrari erstmals an der Coppa Ciano auf dem Circuito di Montenero in Livorno und damit an einem großen Automobilrennen teil, schied dabei aber aus.
1936 siegte Aldrighetti auf Moto Guzzi beim Viertelliterlauf um den 3. Großen Preis von Italien auf der schnellen Bahn von Monza. Im selben Jahr nahm er auf Fiat 508CS Balilla Sport an der Mille Miglia teil, schied aber aus.
In der Saison 1938 gewann er das knapp 1300 km lange Straßenrennen II. Milano-Taranto / VII. Coppa Mussolini von Mailand nach Tarent auf einer 500-cm³-Gilera-Werksmaschine mit Vierzylindermotor und brach dabei mit einer Durchschnittsgeschwindigkeit von 118 km/h den bis dahin bestehenden Rekord. Im selben Jahr gewann Aldrighetti auch seinen zweiten Titel in der italienischen 500-cm³-Meisterschaft.
1938, im Alter von 33 Jahren entschied sich Giordano Aldrighetti endgültig dazu, den Motorradsport zu verlassen und zum Automobilsport zu wechseln. Einmal mehr gab ihm Enzo Ferrari, der viel von Ex-Motorradrennfahrern als Piloten für seine Wagen hielt, eine Chance. Auf einer Testfahrt, bei der Ferrari selbst mit im Wagen saß, verunfallte Aldrighetti. Enzo Ferrari verletzte sich dabei an der Nase.
Am Ende des Jahres 1938 wurde Aldrighetti von Alfa Romeo als Testfahrer an die Seite von Consalvo Sanesi und Emilio Villoresi verpflichtet. Er pilotierte am 7. Mai 1939 eine der Tipo 158 Alfettas beim Gran Premio di Tripoli auf dem Autodromo della Mellaha in der Voiturette-Klasse und schied dabei aus. Am 30. Juli, bei der Coppa Ciano in Livorno, erreichte er wegen Getriebeproblemen ebenfalls nicht das Ziel.

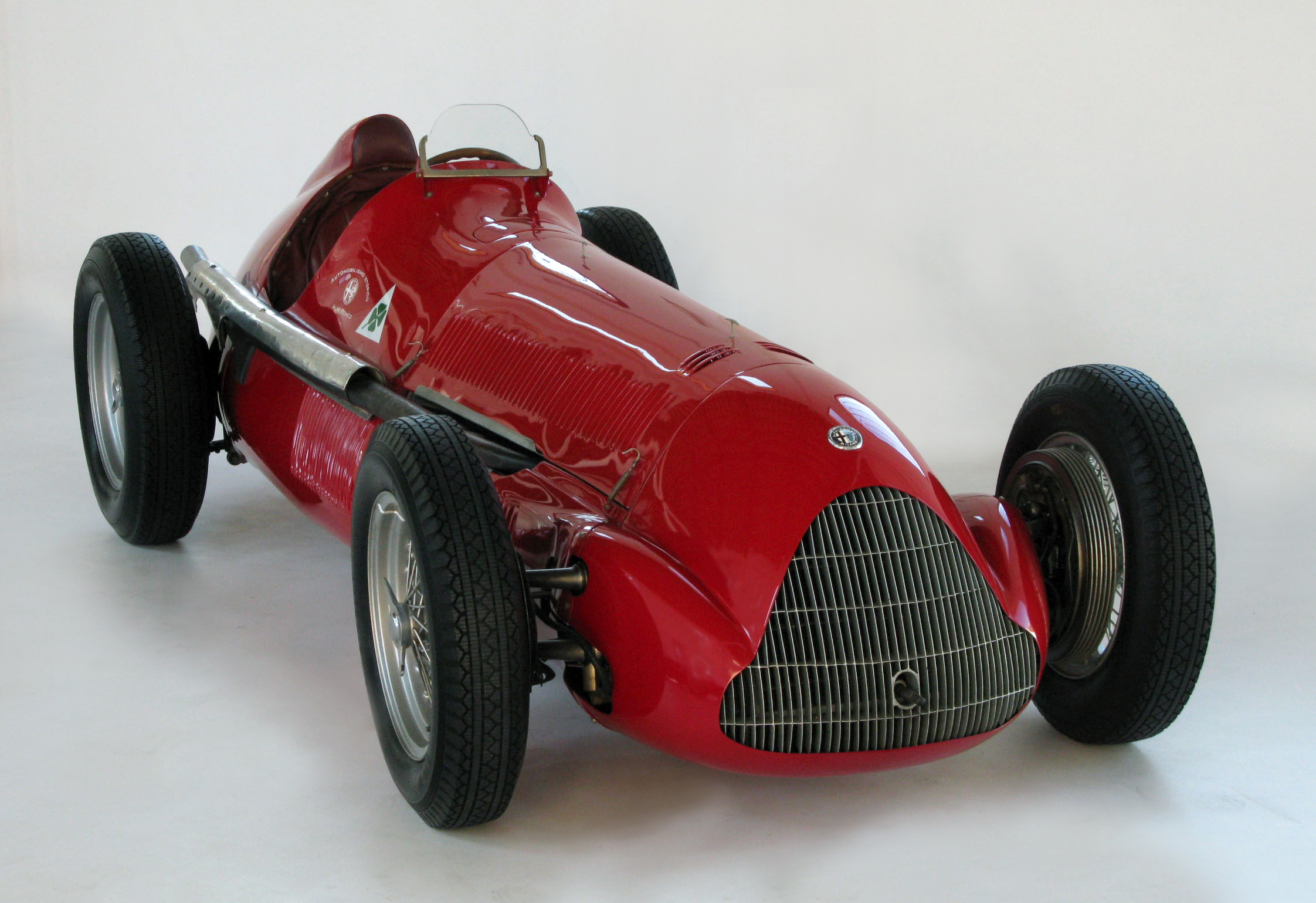
Unglücksfahrzeug: Alfa Romeo Tipo 158 Alfetta

Wenige Tage später, am 11. August 1939 verunglückte Giordano Aldrighetti mit seinem Alfa Romeo im Training für die XV Coppa Acerbo auf dem 25,8 km langen Circuito di Pescara schwer. Die ersten Meldungen sagten aus, dass Aldrighetti nur leicht verletzt wurde. Er wurde ins Krankenhaus nach Pescara gebracht, wo er kurz nach Mitternacht im Alter von 34 Jahren seinen schweren inneren Verletzungen erlag.

## Titel
- 1933 – Italienischer 500-cm³-Meister auf Rudge
- 1938 – Italienischer 500-cm³-Meister auf Gilera

## Verweise